# Lemahduhur
Lemahduhur is een bestuurslaag in het regentschap Karawang van de provincie West-Java, Indonesië. Lemahduhur telt 4679 inwoners (volkstelling 2010).